# Mary Carew
Mary Louise Carew-Armstrong, ameriška atletinja, * 8. september 1913, Medford, Massachusetts, ZDA, † 12. julij 2002, Framingham, Massachusetts.
Nastopila je na Poletnih olimpijskih igrah 1932 v Los Angelesu, kjer je osvojila naslov olimpijske prvakinje v štafeti 4x100 m s svetovnim rekordom 46,9 s.